# Neopseudogarypus scutellatus
Genre
Espèce
Neopseudogarypus scutellatus, unique représentant du genre Neopseudogarypus, est une espèce de pseudoscorpions de la famille des Pseudogarypidae.

## Distribution
Cette espèce est endémique de Tasmanie en Australie. Elle se rencontre vers Launceston.

## Publication originale
- Morris, 1948 : A new genus of pseudogarypin pseudoscorpions possessing pleural plates. Papers and Proceedings of the Royal Society of Tasmania, vol. 1947, p. 43-47.